# Río Hollenberg
Río Hollenberg är ett vattendrag i Chile.   Det ligger i regionen Región de Magallanes y de la Antártica Chilena, i den södra delen av landet, 2 100 km söder om huvudstaden Santiago de Chile.
I omgivningen kring Río Hollenberg växer i huvudsak blandskog. Området är nästan obefolkat, med mindre än två invånare per kvadratkilometer.